# Ordonnance sur les antiquités et monuments
L'ordonnance sur les antiquités et monuments (古物及古蹟條例, Antiquities and Monuments Ordinance) est une loi hongkongaise (en) votée en 1971 et promulguée en 1976 pour protéger les sites et bâtiments d'intérêt historique, archéologique et paléontologique et pour les questions connexes ou liées à celle-ci. Elle est appliquée par le secrétaire aux affaires intérieures (en) (bureau des antiquités et monuments du département des loisirs et des services culturels).

## Antiquités
En vertu de l'ordonnance, les « antiquités » sont définies comme « les lieux, bâtiments, sites ou structures érigés, formés ou construits par l'action humaine avant l'an 1800 et les ruines ou vestiges de ces lieux, bâtiments, sites ou structures, qu'ils aient été ou non modifiés, agrandis ou restaurés après l'année 1799 » et les « reliques ». Le mot « reliques » est défini comme étant les objets mobiles fabriqués, façonnés, peints, sculptés, inscrits, créés, fabriqués, produits ou modifiés par l'action humaine avant l'an 1800 ou ceux qui n'ont pas été modifiés, agrandis ou restaurés après l'année 1799. Les restes ou empreintes fossiles sont également considérés comme des « reliques » en vertu de l'ordonnance.

### Sites archéologiques
Toutes les reliques archéologiques de Hong Kong sont considérées comme des propriétés du gouvernement en vertu de l'ordonnance. Cela comprend l'architecture ancienne, les fours, les foyers, les gravures rupestres, les terres agricoles, les monticules de coquillages ou de déchets et les anciennes empreintes d'êtres humains.
L'autorité des antiquités est habilitée à réglementer la recherche et la fouille de toutes ces reliques grâce à un système de licence.
Les sites les plus importants sont classés comme monuments déclarés. Ceuxs-ci sont définis dans l'ordonnance comme étant tout élément, structure, bâtiment et objet considéré comme important en raison de son importance historique, archéologique ou paléontologique.
Plus de 180 sites sont reconnus comme sites d'intérêt archéologique spécifique (SIAS).

## Monuments
Après consultation du conseil législatif et avec l'approbation du chef de l'exécutif, le secrétaire au développement (en) peut, par avis dans la Hong Kong Government Gazette, déclarer tout lieu, bâtiment, site ou structure qu'il considère d'intérêt public en raison de son importance historique, archéologique ou paléontologique, comme étant un monument.
Selon l’ordonnance, quiconque n’a pas de permis accordé par le secrétaire aux affaires intérieures, n’est pas autorisé à fouiller, à poursuivre des travaux de construction ou d’autres actions, à planter ou à abattre des arbres, à déposer de la terre ou des déchets sur ou dans les monuments déclarés ou proposés, ou à démolir, enlever, obstruer, endommager ou interférer avec tout monument déclaré ou proposé.

### Monuments proposés
Plusieurs bâtiments historiques sont classés comme monuments proposés pour une protection statutaire temporaire dans un délai déterminé,.
King Yin Lei, actuellement classé monument, est déclaré « monument proposé » le 15 septembre 2007 en raison des dommages causés par des travaux non structurels. Jessville (en), aujourd'hui bâtiment historique de rang III, est déclaré « monument proposé » le 20 avril 2007.